# Hipusina
Hipusina (en anglès:Hypusine) és un aminoàcid inusual que es troba en tots els eucariotes i en alguns arqueus, però no pas en els bacteris. L'única proteïna coneguda que conté hipusina és el factor d'iniciació de translació eucariòtic 5A (eIF5A) i una proteïna similar que es troba en els arqueus. En els humans s'han descrit dues isoformes d'eF-5A:eIF5A-1 i eIF5A-2. Aquesta proteïna està implicada en la biosíntesi de proteïnes i promou la formació de l'enllaç pèptid. Per tant, la hipusina i el eIF-5A semblen ser vitals per la viabilitat i la proliferació de les cèl·lules eucariotes.
La hipusina va ser aïllada primer del cervell de bovins pels científics japonesos Shiba et all. el 1971. El nom hipusina indica que la molècula conté moietats de hidroxiputrescina i de lisina.